# Spathiphyllum schlechteri
Spathiphyllum schlechteri là một loài thực vật có hoa trong họ Ráy (Araceae). Loài này được (Engl. & K.Krause) Nicolson miêu tả khoa học đầu tiên năm 1968.